# School Rumble
School Rumble (スクールランブル, Sukūru Ranburu) és un manga escrit i il·lustrat per Jin Kobayashi amb una adaptació a l'anime dirigida per Shinji Takamatsu. Conta la vida diària dels estudiants del fictici institut Yagami (矢神高校, Yagami Kōkō), centrada en els seus embolics amorosos.
El manga començà a publicar-se el 22 d'octubre de 2002 en la revista setmanal Shōnen Magazine tancant la seua edició el 23 de juliol de 2008 amb un total de 283 capítols, recopilats en 22 volums per l'editorial Kōdansha. El seu èxit li permeté ser llançat a l'anime, produït per Studio Comet. Este és una fidel adaptació del manga, la seua emissió començà el 10 d'octubre de 2004 en TV Tokyo, finalitzant el 2 de setembre de 2005 amb un total de 52 episodis separats en 2 temporades de 26 episodis. També compta amb 2 Ovas emesos el 22 de desembre de 2005 i el 17 de setembre de 2008, esta última conta el final de la història ometent successos del manga que no foren emesos en l'anime. En el ranking publicat per TV Asahi de les 100 millors sèries anime de 2006 (basant-se en una enquesta online en el país), School Rumble abastà el lloc 97.

El manga compta amb una seqüela anomenada School Rumble Z (スクールランブル Z) que començà a publicar-se en Shōnen Magazine Special el 20 d'agost de 2008.